# Corzano
Corzano là một đô thị thuộc tỉnh Brescia trong vùng Lombardia ở Ý. Đô thị này có diện tích 12 km², dân số 980 người.
Đô thị này giáp với các đô thị sau: Barbariga, Brandico, Comezzano-Cizzago, Dello, Longhena, Pompiano, Trenzano.